# 羽田太河
羽田 太河（はだ たいが、1998年9月12日 - ）は、日本のオートバイ・ロードレースライダーである。山梨県富士吉田市出身。血液型はA型。ニックネームは「タイガー (Tiger) 」。妻は同じくロードレースライダーの桐石瑠加。

## 人物
5歳よりバイクに乗りはじめる。初めて乗ったバイクはホンダのQR50。2006年8歳で桶川スポーツランドのQR50クラスでシリーズチャンピオン。第3戦でミニバイクにステップアップし、M50クラス優勝。第4戦でSP12クラスへ転向。
2008年に白糸TT92RIDING SPORT CUP 5時間耐久レース 改造クラスでRC SOLTY DOG山梨の第3ライダーとして総合優勝
2009年にはHRCトロフィー シリーズチャンピオンや、ツインリンクもてぎ 東コースで開催されたNSF100 グランドチャンピオンシップ ジュニアで優勝に輝く。
2011年には筑波ロードレース選手権シリーズに第3戦のみながら参戦し、TCminiクラスで3位。
2012年、筑波サーキットコース1000 リンクス SP12EXP シリーズチャンピオンやサーキット秋ヶ瀬 SP12EXP シリーズ2位などここまで各ミニバイクサーキットのシリーズ戦でトップレベルの成績を残し、14歳でミニバイク活動を終了。
2014年からアジアロードレース選手権でロードレースに本格にデビューし、UB130クラス シリーズ2位。2015年にSS600ccクラスでシリーズ21位、2016年は同クラス10位と成績を上げ、2017年には600ccクラスで年間ランキング3位に輝く。
2019年に全日本ロードレース選手権 JSB1000で23位。
2020年よりCEV repsol moto2クラスにフル参戦し、4位となる。
2022年、全日本ロードレースST600クラスに参戦。シーズン半ばにランキングトップのまま、ロードレース世界選手権Moto2へ代役参戦した為、前半戦のみの参戦であったがST600クラスシーズンランキング5位を獲得。Moto2は32位であった。
2024年は全日本ロードレース選手権 ST1000クラスに第6戦オートポリスからの参戦ながら年間ランキング3位となる。
2025年はF.C.C. TSR Honda FranceからFIM 世界耐久選手権（EWC）に参戦することが同チームから発表された。同年2月11日、全日本ロードレース選手権に参戦しているライダーの桐石瑠加と結婚したことを自身のSNSを通じて発表した。

## 主な戦績

### アジアロードレース選手権
- 2014年 - UB130クラス シリーズ2位
- 2015年 - 600ccクラス シリーズ21位
- 2016年 - 600クラス シリーズ10位
- 2017年 - SS600クラス シリーズ3位
- 2018年 - SS600クラス シリーズ11位

### CEV repsol moto2
- 2020年　- ランキング4位